# Venezuela-Kapuzineraffe
Der Venezuela-Kapuzineraffe (Cebus brunneus, Syn.: C. olivaceus brunneus, C. albifrons trinitatis) ist eine Primatenart aus der Familie der Kapuzinerartigen, die im Norden Venezuelas in der Küstenregion entlang der Cordillera de la Costa, in den westlichen Llanos östlich der Sierra de Perija und auf Trinidad vorkommt.

## Merkmale
Der Venezuela-Kapuzineraffe erreicht eine Kopf-Rumpf-Länge von etwa 42 cm und eine Schwanzlänge von etwa 44 cm. Sein bräunliches Fell ist dicker und länger als das anderer Kapuzineraffen. Die Rückenhaare haben eine dunkle Basis, werden danach zuerst kastanienrot, dann schwärzlich und enden in einer rehbraunen Spitze. Auf der Rückenmitte verläuft ein dunkler Streifen. Das Gesicht und die Kopfseiten sind hell gelbgrau. Von der dunklen Kopfkappe zieht sich ein schmaler Strich hin zum Punkt zwischen den Augen. Kinn und der untere Teil der Wangen sind weißlich. Kehle, Brust und Bauch sind hell. Die Oberarme sind gelblich, die Haare an den Außenseiten der Arme schwärzlich mit gelben Spitzen. Hände und Füße sind schwärzlich.

## Lebensweise
Venezuela-Kapuzineraffen leben in küstennahen Trockenwäldern, in feuchten Bergregenwäldern und in den westlichen Llanos in Galeriewäldern. Ihre Ernährung, Fortpflanzung und sonstige Verhaltensweisen sind bisher nicht näher erforscht worden.

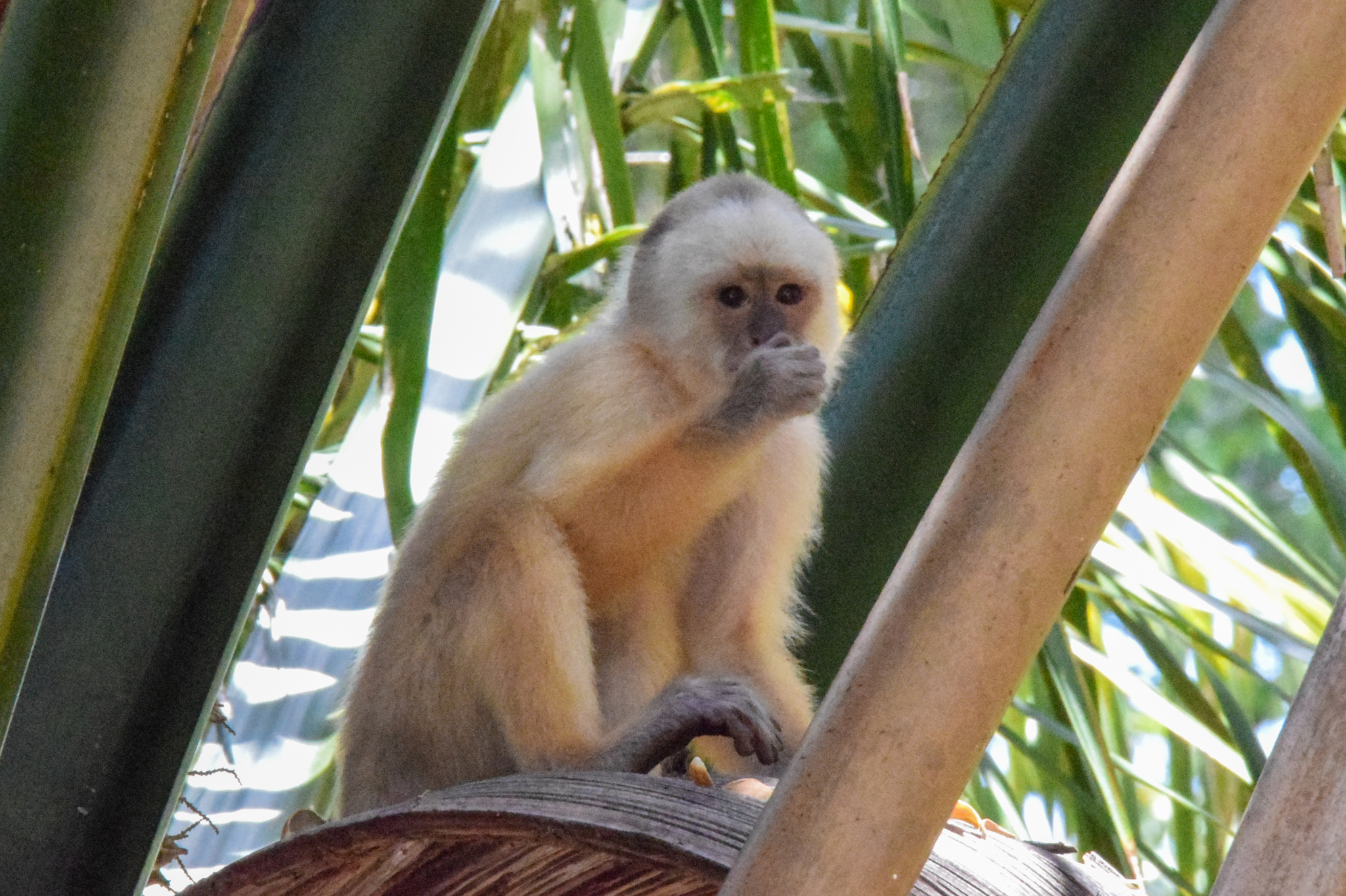
Trinidad-Kapuzineraffe

## Gefährdung
Die IUCN listet den Venezuela-Kapuzineraffen wegen seiner Häufigkeit als ungefährdet (Least Concern). Die Population auf Trinidad, ursprünglich als Unterart Cebus albifrons trinitatis dem Weißstirnkapuziner (Cebus albifrons) zugerechnet, wird von der IUCN als vom Aussterben bedroht (Critically endangered) angesehen. Sie kommt nur noch mit rund 60 geschlechtsreifen Tieren in zwei Gebieten vor (Bush Bush Wildlife Sanctuary und die unmittelbare Umgebung im Südwesten der Nariva-Sümpfe sowie in den Trinity Hills), ist allerdings genetisch nicht vom Venezuela-Kapuzineraffen zu unterscheiden und wurde möglicherweise vom Menschen eingeführt.